# Grotella pyronaea
Grotella pyronaea là một loài bướm đêm thuộc chi Grotella, trong họ Noctuidae.Loài này được tìm thấy ở Bắc Mỹ, bao gồm Guerrero, México, nơi đặc trưng của nó.